# Азилија Бенкс
Азилија Аманда Бенкс (енгл. Azealia Amanda Banks; Њујорк, 31. мај 1991) америчка је реперка, певачица и текстописац. Славу је стекла 2008. путем платформе Myspace. Позната је по изношењу својих ставова на друштевним мрежама, нарочито оних који се тичу политике САД и расе, као и сукобима с другим извођачима.

## Живот и каријера

### Младост и почетак каријере
Азилија Аманда Бенкс рођена је 31. маја 1991. године на Менхетну. Одрасла је у Харлему са мајком и две старије сестре. Отац јој је умро од рака панкреаса када је имала две године.Након очеве смрти Азилија Бенкс наводи да је њена мајка "постала склона физичком и вербалном насиљу. Ударала је моје сестре и мене бејзбол палицом, лупала нам главе о зид и увек ми је говорила да сам ружна. Сећам се да је једном бацила сву храну из фрижидера, само да не би имале шта да једемо, just so we wouldn't have anything to eat." Због све израженијег насилног понашања њене мајке, Бенкс се одселила са 14 година и отишла да живи са старијом сестром.
Још од малих ногу Бенкс занимају мјузикли, плес, глума и певање.Са 10 година је почела да наступа у представама у оф-Бродвеј продукцији на Доњем Менхетну. Играла је главну улогу у три представе, а имала је и соло перформансе. Са 16 година наступала је у мјузиклу Град Анђела, у ком ју је запазио агент који ју је послао на аудиције за TB мреже ТБС, Никелодеон и телевизијску серију Закон и ред на којима није добила ангажман. Азилија Бенкс је у овом тренутку одлучила да одустане од глумачке каријере, а као разлоге за повлачење навела је бројну конкуренцију и прожимајуће осећање неуспеха. Услед тога Бенкс проналази свој издувни вентил у писању реп и РнБ песама. Није завршила средњу школу јер је уместо тога одлучила да следи свој сан да постане музичар.
Издала је своју прву песму "Gimme a Chance" под именом 'Miss Bank$' 2008. године на Интернету. Заједно са овом песмом избацила је и песму "Seventeen" за коју је радила продукцију и која је користила семпл истоимене песме извођача Лејдитрон. Бенкс је обе песме послала америчком ди-џеју Диплy.. Касније те године склопила је уговор са издавачком кућом Икс ел Рекордингс и у Лондону започела сарадњу са продуцентом Ричардом Раселом. Недуго затим напустила је ову издавачку кућу услед креативних размирица.

## Дискографија
Студијски албуми
- (2014)